# Nanocladius branchicolus
Nanocladius branchicolus är en tvåvingeart som beskrevs av Ole Anton Saether 1977. Nanocladius branchicolus ingår i släktet Nanocladius och familjen fjädermyggor. Inga underarter finns listade i Catalogue of Life.